# Christian Tschanz
Vous venez d’apposer le modèle de débat d'admissibilité.
Avant toute chose, veuillez créer la page de débat correspondante en cliquant ici.
- Une fois la page de vote initialisée, rafraîchissez cette page, et le bandeau prendra son aspect définitif.
- Si votre débat d'admissibilité est groupé (le motif et l’argumentation doivent être les mêmes), modifiez cette page pour ajouter au modèle le paramètre « cat » suivi du nom de la page de discussion de l’article pour lequel la page de débat existe déjà (ex. : cat=Discussion:Nom_de_l'autre_article). Ensuite, suivez les nouvelles instructions qui apparaissent.
- Vous pouvez également utiliser le paramètre « type » pour faciliter l’accès aux critères d’admissibilité. Exemple : {{suppression|type=mot-clé}}. Liste des mots-clés existants : fiction, musique, art visuel, fanzine, jeu de société, porno, sportif, association, enseignement, société, site web, route, nombre, (Liste complète ici).

| 1. | Créez la page de débat d'admissibilité.                                                                      | Sauvegardez d’abord la page pour l’initialiser puis indiquez votre motivation.           |
| 2. | Important : ajoutez une entrée dans la section Débat d'admissibilité du jour.                                | Utilisez ce texte : *{{L\|Christian Tschanz}}                                            |
| 3. | Pensez à informer les contributeurs principaux de la page et les projets associés lorsque cela est possible. | Utilisez ce texte : {{subst:Avertissement débat d'admissibilité\|Christian Tschanz}}~~~~ |

Christian Tschanz, né le 23 juin 1977, est un auteur-compositeur-interprète et chanteur vaudois.

## Biographie
Christian Tschanz grandit à Thoune. Adolescent, il s'essaie à la guitare et au chant dans divers groupes au lycée et signe déjà ses propres compositions. Christian Tschanz a 17 ans lorsqu'il commence un apprentissage de boucher à Avenches en 1994. Il y rencontre sa femme Isabelle, avec laquelle il aura sept enfants.
A l'instar de Stephan Eicher ou Michael von der Heide, Christian Tschanz est chanteur bilingue. Il sort en 2007 son premier disque 1 000 raisons en deux versions, une française avec une pochette bleue et une allemande avec une pochette rouge. L'album En couleur suit en 2009. Dans la foulée il réalise un clip, Mon vœu d'adieu, son ami Jean-Marc Detrey y fait une apparition, qui sera diffusé sur plusieurs chaînes alémaniques et romandes. La couverture médiatique dont il bénéficie alors permet à Christian Tschanz et son groupe de donner une centaine de concerts à travers toute la Suisse. Christian Tschanz est impliqué dans divers autres projets musicaux. En 2010, le BPA (Bureau de prévention des accidents) lui demande de composer et d'interpréter le titre illustrant sa nouvelle campagne nationale de prévention contre les risques de noyade chez les enfants. Il compose également un jingle utilisé dans le programme des matchs du FC Thoune et pose sa voix sur plusieurs CD du conte musical Papagallo & Gollo. En 2012 sort son troisième album Aventicum, dont le titre éponyme devient l'hymne officiel de la ville d'Avenches. Le texte est de sa femme Isabelle Tschanz, comme d'ailleurs plusieurs autres textes de ses chansons. Fin 2013, il est sélectionné pour la finale nationale en vue du Concours Eurovision de la chanson 2014 à Copenhague avec sa chanson Au paradis.